# Католицизм на Кипре

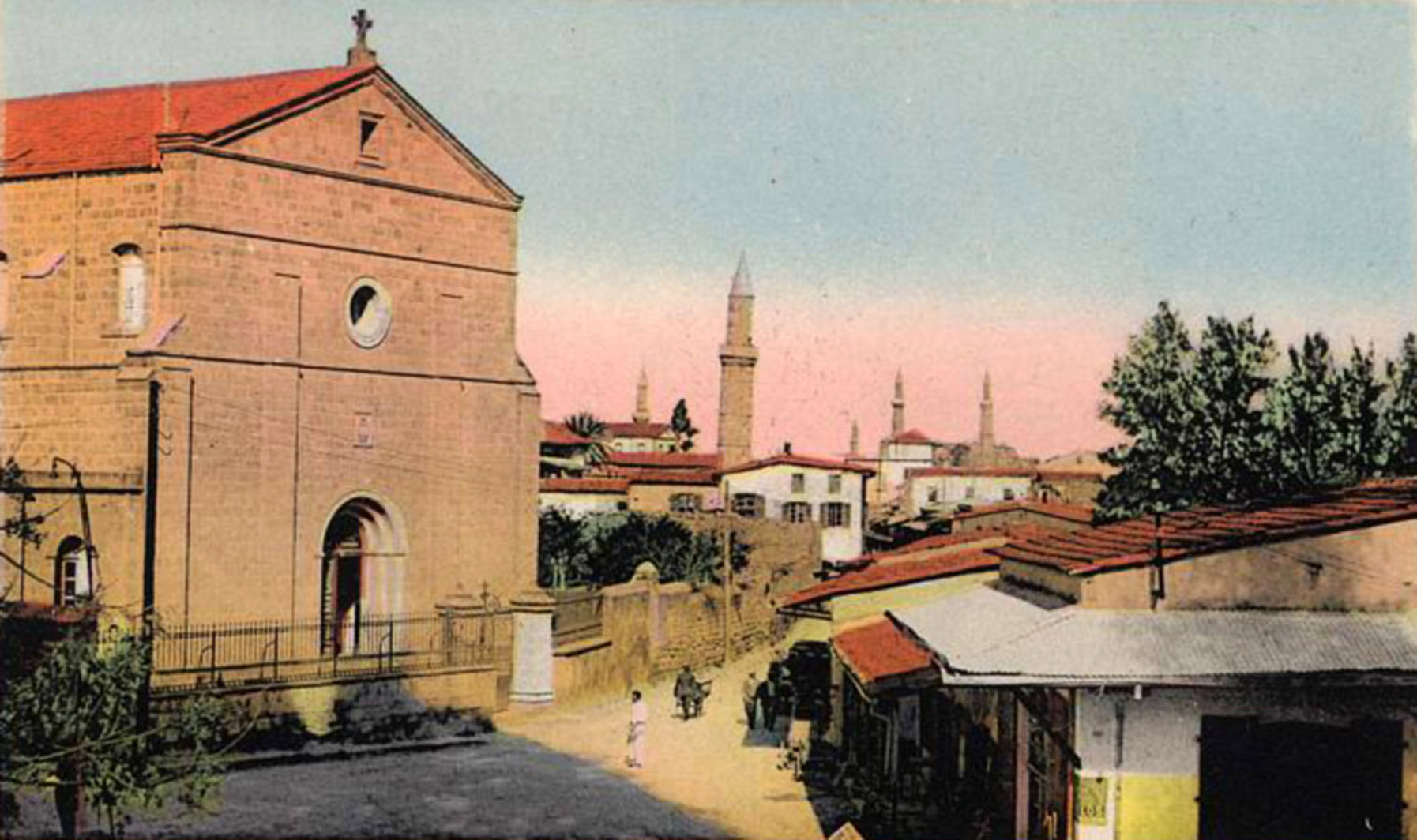
Церковь Святого Креста в Никосии

Католицизм на Кипре. Католическая церковь Кипра является частью всемирной Католической церкви. В стране насчитывается около 10 тысяч католиков латинского обряда и около 10 тысяч католиков-маронитов, в подавляющем большинстве ливанских эмигрантов. Всего католики составляют около 2,5 % населения Кипра.

## Структура
На Кипре действуют 4 прихода латинского обряда, подчиняющиеся латинскому Патриарху Иерусалима, в городах Никосия, Ларнака, Лимасол и Пафос, а также архиепархия Маронитской католической церкви, насчитывающая 12 приходов, 9 священников и двух епископов.